# Gripopteryx elisae
Gripopteryx elisae är en bäcksländeart som beskrevs av Joachim Illies 1964. Gripopteryx elisae ingår i släktet Gripopteryx och familjen Gripopterygidae. Inga underarter finns listade i Catalogue of Life.